# Mai 1810
Cette page présente les faits marquants du mois de mai 1810.

## Événements

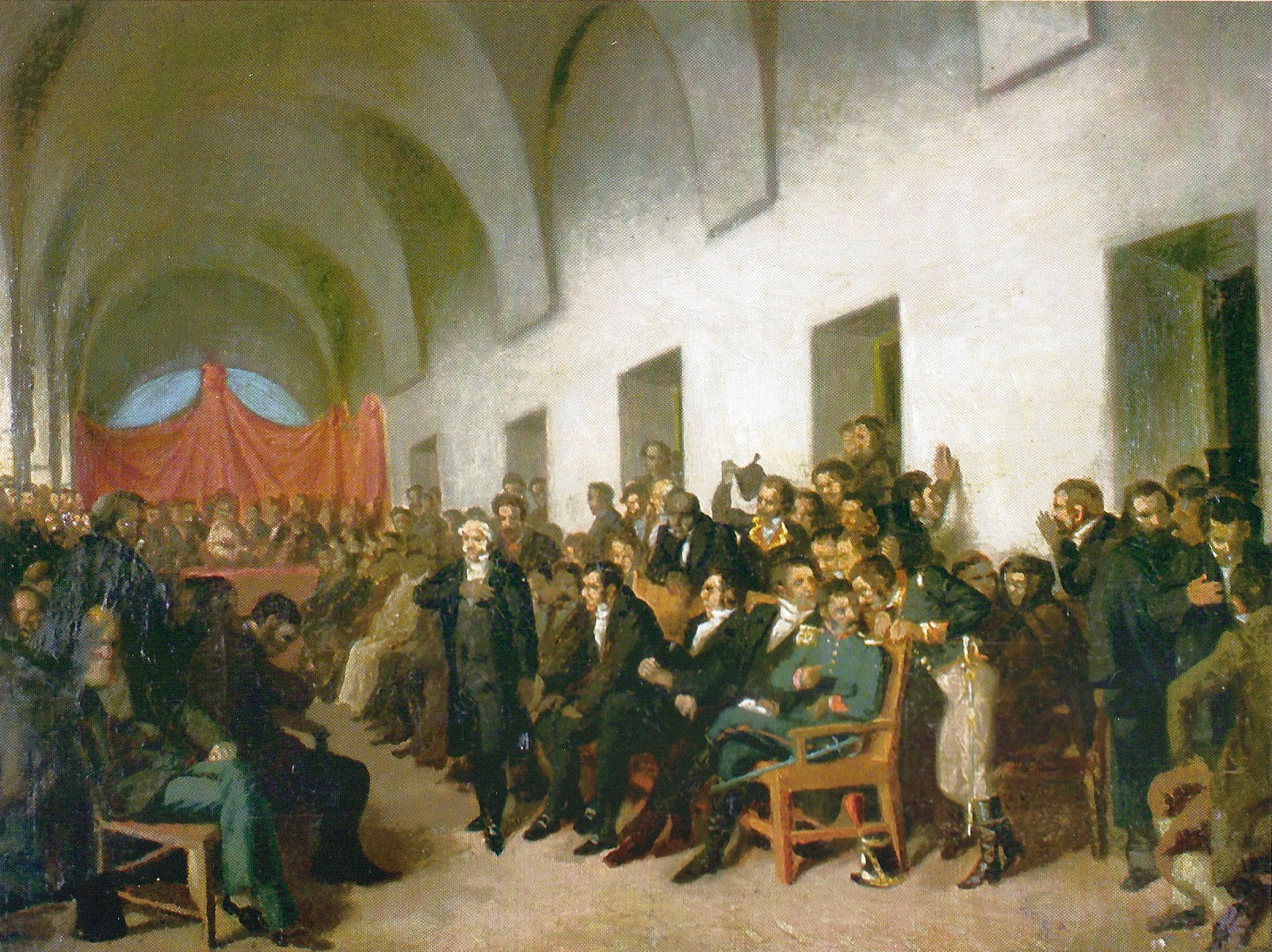
Le Cabildo ouvert du 22 mai 1810, prémices de la révolution de Mai à Buenos Aires. Tableau de Juan Manuel Blanes.

- 1er mai : origine de la guerre de 1812. Après les lois sur l'embargo du 22 décembre 1807, puis la loi de Non-Rapports (Non-Intercourse Act) du 1er mars 1809, le congrès vote la Macon's Bill Number 2 qui a pour intention d'inciter la Grande-Bretagne et la France de cesser les saisies de navires américains pendant les guerres napoléoniennes. Cette loi lève tous les embargos avec la Grande-Bretagne ou la France. Si l'un ou l'autre des deux pays arrête ses attaques sur les navires américains, les États-Unis cesseront le commerce avec l'autre, à moins que ce pays ait également reconnu le droit de neutralité des bateaux américains. Napoléon voit immédiatement une chance d'exploiter cette loi afin de promouvoir son Blocus continental. Un message est envoyé aux États-Unis, énonçant les droits de neutralité des navires marchands américains. James Madison, opposé à cette loi, accepte l'offre de Napoléon à contrecœur. Cependant, Napoléon n'a aucune intention de respecter sa promesse, et James Madison le réalise bientôt et ignore la promesse française. Malgré tout, les Anglais sont fortement offensés par cet accord franco-américain et menacent de riposte. Ce qui fut un pas supplémentaire vers la guerre anglo-américaine de 1812.

- 13 mai : prise de Lérida par le général Suchet[1].

- 23 mai : création de la première École normale primaire de France à Strasbourg.

- 25 mai : début de la révolution de Mai qui mène à l’indépendance de l’Argentine. Le vice-roi de la Plata est déposé par une junte militaire imposée par les partisans de l’indépendance[2]. Une guerre oppose pendant cinq ans loyalistes et patriotes.

## Naissances
- 18 mai : Johann Peter Hasenclever, peintre allemand († 16 décembre 1853).

## Décès
- 2 mai : Jean-Nicolas Céré (né en 1738), botaniste et agronome français.
- 21 mai : Charles de Beaumont, chevalier d'Éon, à Londres (1728-1810), agent secret de Louis XV, qui doit sa célébrité au doute qu’il entretint sur son sexe (° 5 octobre 1728).